# Julio Alonso Ortega
Julio Alonso Ortega (sinh vào ngày 23 tháng 12 năm 2000 tại Las Palmas, Gran Canaria) là một vận động viên thuyền buồm người Tây Ban Nha và là nhà vô địch thế giới chuyên về thuyền đua hai người. Anh đã thi đấu cho Câu lạc bộ Thuyền buồm Hoàng gia Gran Canaria trong phần lớn sự nghiệp thể thao của mình, nơi anh tập luyện dưới sự hướng dẫn của huấn luyện viên Aarón Sarmiento và Luis Doreste - vận động viên từng hai lần giành huy chương vàng Olympic.

## Học vấn
Song song với sự nghiệp thuyền buồm, Alonso đã theo đuổi con đường học vấn tại Vương quốc Anh. Anh tốt nghiệp cử nhân Khoa học ngành Quản trị Kinh doanh với bằng Hạng Nhất từ Đại học Lancaster. Sau đó, anh hoàn thành chương trình Thạc sĩ về Kinh tế Chính trị của các Thị trường Mới nổi tại Đại học King's College London, và một bằng Thạc sĩ thứ hai về Kinh doanh Quốc tế từ Đại học Universidad del Atlántico Medio, được hỗ trợ bởi học bổng từ PROEXCA.

## Sự nghiệp thuyền buồm
Alonso bắt đầu chơi thuyền buồm từ năm 10 tuổi trong hạng thuyền Optimist tại Mogán, sau đó gia nhập Câu lạc bộ Thuyền buồm Hoàng gia Gran Canaria, nơi anh tiếp tục thi đấu cho đến nay.
Trong hạng thuyền 420, Alonso đã đạt được những thành công đáng kể. Anh đã giành chiến thắng ba Giải vô địch Thuyền buồm Tây Ban Nha và đạt vị trí á quân cùng với Luis Doreste, con trai của vận động viên thuyền buồm lừng danh Luis Doreste và là cháu của Manuel Doreste, Gustavo Doreste và José Luis Doreste—tất cả đều là những nhân vật nổi tiếng trong lịch sử thuyền buồm Tây Ban Nha. Trong giai đoạn này, anh cũng tham gia nhiều Giải vô địch châu Âu và Thế giới, tích lũy kinh nghiệm quốc tế quý báu.
Điểm nổi bật trong thời gian thi đấu ở hạng thuyền 420 của anh là việc giành chức vô địch Thế giới ở hạng mục đua đội.[1] Thành tích này đã mang lại sự công nhận lớn tại quê hương, nơi anh được vinh dự thực hiện cú phát bóng khai mạc danh dự trong một trận đấu bóng đá giữa UD Las Palmas và Real Madrid CF tại sân vận động Estadio Gran Canaria.
Chuyển sang hạng thuyền 29er, Alonso đã giành huy chương vàng tại Giải vô địch 29er Tuyệt đối Tây Ban Nha và huy chương vàng hạng dưới 19 tuổi tại Giải vô địch Tây Ban Nha. Những thành công này đã giúp anh đủ điều kiện đại diện cho Tây Ban Nha tại Giải vô địch Thuyền buồm Trẻ Thế giới 2018 diễn ra tại Corpus Christi, Texas, nơi anh đạt vị trí thứ mười chung cuộc.
Cùng năm đó, Alonso đã ký hợp đồng với đội Spanish Impulse do IBEROSTAR tài trợ, một đội được thành lập chính thức để đại diện cho Tây Ban Nha tại Cúp America Trẻ Red Bull diễn ra tại Bermuda. Trong giai đoạn này, anh cũng đại diện cho Tây Ban Nha tại Chung kết Thế giới Red Bull Foiling Generation ở Miami, thi đấu với thuyền catamaran Flying Phantom và thể hiện khả năng thích nghi xuất sắc với nhiều bộ môn thuyền buồm hiệu suất cao.
Hiện tại, Alonso hợp tác với María Bover với mục tiêu đại diện cho Tây Ban Nha trong hạng thuyền 470 hỗn hợp tại Thế vận hội. Cho đến nay, họ đã đạt được vị trí thứ tư trong hạng mục dưới 24 tuổi tại Giải vô địch Thế giới Thuyền buồm 470, và vị trí thứ năm trong hạng mục dưới 24 tuổi tại Giải vô địch châu Âu Thuyền buồm 470.